# Citea

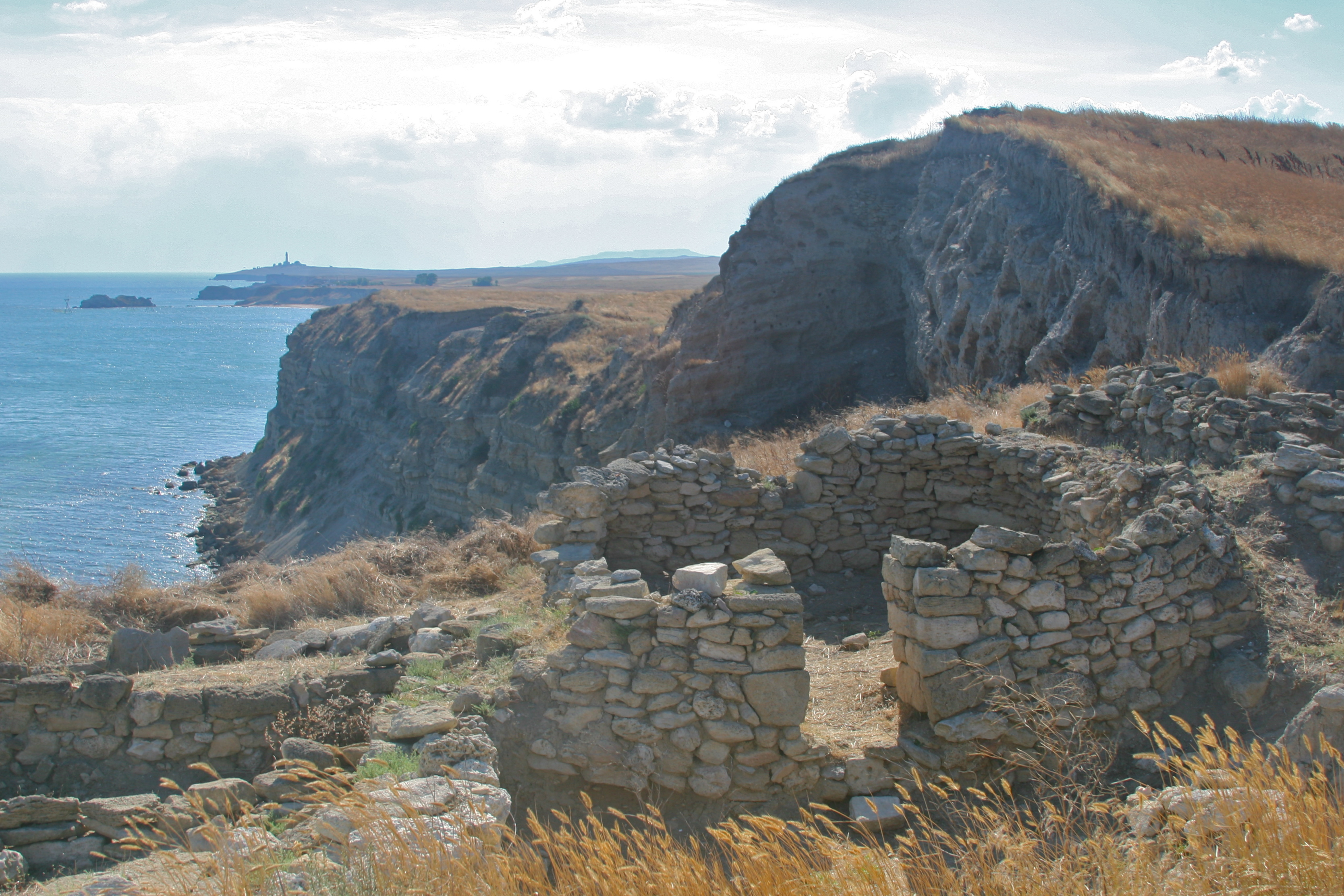
Imagen de los restos de Citea.

Citea (en griego, Κύταια) fue una colonia griega del Ponto Euxino. Se situaba en la actual península de Kerch, en Crimea.
Licofrón la menciona en el marco del episodio mitológico del viaje de los argonautas a la Cólquide. El Periplo de Pseudo-Escílax la sitúa entre las ciudades griegas construidas en territorio escita, junto a Teodosia, Mirmecio, Ninfea y Panticapeo. Es mencionada también por Plinio el Viejo, Claudio Ptolomeo y el anónimo autor del Periplo del Ponto Euxino.